# لهجة بندری
لهجة بنداري أو لهجة هرمزجاني هي لهجة قديمة من اللغة الفارسية تتمتع بالكثير من النقاء وهي من البقاء على قيد الحياة من اللغة الفارسية الوسطى التي يتم التحدث بها في مقاطعة هرمزكان . نظراً لشيوع العلاقات التجارية في بندر عباس ومحافظة هرمزكان، ظهرت عدد من الكلمات الأوروبية - patch: callous patch، patch (الإنجليزية الوسطى) - الطماطم: الطماطم، الإنجليزية (الإسبانية والمكسيكية) - جوتي: الحذاء (الأردية الهندية) - جيك: يتأرجح (يتأرجح) الحركة (إنجليزي) - لاسي: نوع من الوشاح أو المنديل تضعه المرأة على الرأس / كما تظهر فيه الإنجليزية (الفرنسية القديمة) والعربية.

## أمثلة على مفردات اللهجة الهرمزغانية
| لهجة هرمزغاني    | الفارسية القياسية  |
| ---------------- | ------------------ |
| بشترون           | سابقا              |
| خياطة            | الفتاة             |
| يعرض             | الزوج              |
| باب              | أب                 |
| أم               | الأم               |
| قفط              | يسقط               |
| الوداع           | الجد               |
| بيبي             | جدة                |
| تشوك             | ولد                |
| عمة              | عم                 |
| إلى أي حي تنتمي؟ | من أي حي أنت؟      |
| ماذا فعلت؟       | ماذا وقفت من أجل؟  |
| حكة              | لطيف - جيد         |
| مسبب للحكة       | كيف حالك           |
| ماذا عنا؟        | هل أنت قادم إلينا؟ |
| الاخير/الاخير؟   | هل تأكل            |

| الفارسية | ميناء    | جبلية      | أشمي           |
| -------- | -------- | ---------- | -------------- |
| لقد أكلت | ام خردين | للشراء     | اشتريتها       |
| اتخذت    | شوبوردون | شوبوردين   | شوبورده        |
| لقد حان  | هيندن    | آندي/أندين | أوندي / أوندين |
| يعطي     | هادي     | هذا كل شيء | هادي           |